# نیروگاه سیکل ترکیبی کرمان
نیروگاه سیکل ترکیبی کرمان یا نیروگاه سیکل ترکیبی باغین (در کیلومتر ۳ جاده باغین و در کیلومتر ۲۰ جاده کرمان - رفسنجان، شروع عملیات احداث سال ۱۳۷۸ و بهره‌برداری تیر ۱۳۸۰)، یکی از نیروگاه‌های ایران از نوع سیکل ترکیبی با ظرفیت تولید ۱۹۱۲ مگاوات است که شامل ۸ واحد گازی ۱۵۹ مگاواتی و ۴ واحد بخار ۱۶۰ مگاواتی در زمینی به مساحت ۱۲۰ هکتار که ۶۰ هکتار از این مساحت فضای سبز است.
توربین‌های گازی این نیروگاه مدل V94.2 ساخت شرکت زیمنس آلمان است که شرکت آنسالدوی ایتالیا تحت لیسانس شرکت مذکور آن را به ایران فروخت.
سوخت اصلی این نیروگاه گاز طبیعی و سوخت پشتیبان آن نفت گاز (گازوئیل) است که در مخازن ۲۰ میلیون لیتری ذخیره‌سازی می‌شود. گاز به میزان ۷۰ درصد و گازوئیل به میزان ۳۰ درصد سوخت این نیروگاه را تشکیل می‌دهد. میزان مصرف سوخت گاز و گازوئیل نیروگاه به ازای هر مگاوات تولید انرژی الکتریکی در حالت سیکل باز به ترتیب ۳۳۵ متر مکعب با ۳۳۵ لیتر با ۱۰ درصد تقریب می‌باشد.
این نیروگاه قابلیت استفاده از سوخت مختلط، کنترل آلاینده‌های زیستی محیطی و استفاده از بویلر مشعل دار را دارا می‌باشد.
در ارزیابی عملکرد نیروگاه سیکل ترکیبی کرمان در سال ۱۳۸۸ رتبه نخست را در بین نیروگاه‌های کشور بدست آورد و همچنین در سال‌های مختلف به دلیل کنترل پیک بار مصرف در تابستان رتبه اول و دوم را در کشور کسب کرده‌است.

## روزشمار ساخت نیروگاه کرمان
فاز اول طرح نیروگاه که شامل احداث ۸ واحد گازی با ظرفیت کل ۱۲۷۲ مگاوات بود عملاً از سال ۱۳۷۹ آغاز شد. این نیروگاه که دو واحد آخر آن به دلیل استفاده از تسهیلات فایناس در مالکیت بانک توسعه اسلامی می‌باشد از طریق انعقاد قرار داد سازمان توسعه برق ایران با شرکت مپنا و مشارکت آنسالدو ایتالیا به عنوان بخشی از پروژه ۳۰ توربین، احداث و اولین واحد آن در ۱۶ تیر ۱۳۸۰ و آخرین واحد نیز در ۲۹ آذر ۱۳۸۱ به بهره‌برداری رسید.
بخش بخار نیروگاه کرمان نیز که عملیات احداث آن از ۱ دی ۱۳۸۳ آغاز شد و اولین واحد آن نیز در ۲۸ اسفند ۱۳۸۶ و دومین واحد در تاریخ ۴ دی ۱۳۸۷ وارد مدار شد.

## هزینه احداث نیروگاه
هزینه احداث بخش گازی نیروگاه حدود ۳۰۰ میلیون یورو بوده جهت راه‌اندازی بخش بخار آن نزدیک به ۶۰۰ میلیون یورو هزینه شد.

## پست‌های نیروگاه
جهت انتقال انرژی تولیدی در واحدهای نیروگاه دو پست نیروگاهی احداث شد. سطح ولتاژ پست در بخش گاز ۲۳۰ کیلوولت و در بخش بخار ۴۰۰ کیلوولت است.
پست ۲۳۰ کیلوولت نیروگاه دارای ۱۹ فیدر (۹ فیدر خط، ۹ فیدر نیروگاه و ۱ فیدر کوپلاژ) و از نوع باسپار دوبل است. پست ۴۰۰ کیلوولت نیروگاه نیز دارای ۱۰ فیدر (شامل ۳ فیدر خط، ۴ فیدر نیروگاه و ۱ فیدر کوپلاژ و ۲ فیدر ارتباطی با پست ۲۳۰ کیلوولت) می‌باشد.